# Mapleton (Minnesota)
Mapleton – miasto w Stanach Zjednoczonych, w stanie Minnesota, w hrabstwie Blue Earth.